# Стів Райч
Стівен Майкл Райх (Стів Райх, англ. Stephen Michael Reich, [ˈraɪʃ]; нар. 3 жовтня 1936, Нью-Йорк) — американський композитор, відомий своїм внеском у розвиток музики мінімалізму в середині та наприкінці 1960-х. Творчість Райха відзначається використанням повторюваних фігур, повільного гармонійного ритму та канонів. Райх описує цю концепцію у своєму есе «Музика як поступовий процес»: «Мене цікавлять процеси, які можна відчути. Я хочу мати можливість чути процес, що відбувається в музиці, яка звучить». Для цього в його музиці використовується техніка фазового зсуву, коли фраза дещо змінюється в часі, в потоці, який чітко відчутний для слухача.
Його інновації включають використання стрічкових петель для створення фазових патернів, як у ранніх композиціях It's Gonna Rain (1965) та Come Out (1966), а також використання простих, чутних процесів, як у Pendulum Music (1968) та Four Organs (1970). Запис 1978 року Music for 18 Musicians допоміг закріпити мінімалізм як напрямок. У 1980-х роках творчість Райха набула більш похмурого характеру з появою історичних тем, а також тем з його єврейської спадщини, зокрема, Different Trains (1988).
Стиль Райха вплинув на багатьох сучасних композиторів і гуртів, особливо у США. Музичний критик Ендрю Клементс, пишучи в The Guardian, припустив, що Райх є одним з «жменьки живих композиторів, які можуть з повним правом стверджувати, що вони змінили напрямок музичної історії».

## Ранні роки
Райх народився в Нью-Йорку в сім'ї єврейських батьків, бродвейської поетеси Джун Сілман і Леонарда Райха. Коли йому був один рік, батьки розлучилися, і Райх ділив свій час між Нью-Йорком і Каліфорнією. Він є зведеним братом письменника Джонатана Керролла. У дитинстві йому давали уроки гри на фортепіано, і він описує, що ріс серед «улюбленців середнього класу», не маючи можливості слухати музику, написану до 1750 або після 1900 року. У віці 14 років він почав серйозно займатися музикою, почувши музику епохи бароко і більш ранню, а також музику 20-го століття. Райх вивчав гру на барабанах з Роландом Колоффом, щоб грати джаз. Під час навчання в Корнелльському університеті він спеціалізувався на музиці і закінчив його в 1957 році зі ступенем бакалавра філософії. Бакалаврська робота Райха була присвячена Людвігу Вітгенштейну; пізніше він поклав тексти цього філософа на музику в альбомах Proverb (1995) і You Are (variations) (2006).
Протягом року після закінчення школи Райх вивчав композицію приватно з Холом Овертоном, а потім вступив до Джульярдської школи, де працював з Вільямом Бергсма та Вінсентом Персічетті (1958—1961). Згодом він вступив до Коледжу Міллса в Окленді, штат Каліфорнія, де навчався у Лучано Беріо та Даріуса Мійо (1961—1963) і здобув ступінь магістра композиції. У коледжі Райх написав твір Melodica для мелодики та магнітофону, який з'явився у 1986 році на триплатівковому релізі Music from Mills.
Райх співпрацював з Центром магнітофонної музики Сан-Франциско разом з Пауліною Оліверос, Рамоном Сендером, Мортоном Суботником, Філом Лешем і Террі Райлі. Він брав участь у прем'єрі In C Райлі і запропонував використовувати імпульс восьмої ноти, який зараз є стандартним у виконанні цього твору.

## Кар'єра

### 1960-ті
Ранні композиторські спроби Райха включали експерименти з дванадцятитональною композицією, але він вважав ритмічні аспекти числа дванадцять більш цікавими, ніж звуковисотні. Райх також написав саундтреки до фільмів Plastic Haircut (1963), Oh Dem Watermelons (1965) та Thick Pucker (1965), трьох фільмів Роберта Нельсона. Саундтрек до Plastic Haircut, написаний у 1963 році, був короткометражним стрічковим колажем, можливо, першим у творчості Райха. Саундтрек до Oh Dem Watermelons взяв за основу дві мелодії менестрелів 19-го століття і використав повторювані фрази, об'єднані у великий канон з п'яти частин. Музика до фільму Thick Pucker виникла з вуличних записів, які Райх робив, гуляючи Сан-Франциско з Нельсоном, який знімав на чорно-білу 16-міліметрову плівку. Цей фільм більше не зберігся. Четвертий фільм 1965 року, тривалістю близько 25 хвилин і під умовною назвою Thick Pucker II, був змонтований Нельсоном з уривків тієї зйомки та більшої кількості сирих аудіозаписів Райха. Нельсон не був задоволений фільмом, що вийшов, і ніколи його не показував.
На Райха вплинув колега-мінімаліст Террі Райлі, чия робота In C поєднує прості музичні патерни, зміщені в часі, для створення повільного, зв'язного цілого. Райх застосував цей підхід до написання свого першого великого твору It's Gonna Rain. Написаний у 1965 році, твір використовував фрагмент проповіді про кінець світу, яку виголосив вуличний проповідник чорних п'ятдесятників, відомий як Брат Волтер. Райх спирався на свої ранні стрічкові роботи, переносячи останні три слова фрагмента, «It's gonna rain!», на кілька стрічкових петель, які поступово виходять з фази одна одної.
У 13-хвилинному творі Come Out (1966) використано подібні маніпуляції із записом однієї репліки Деніела Хемма, одного з неправдиво звинувачених членів Гарлемської шістки, який був тяжко поранений поліцією. Уцілілий, якого побили, зробив синець на тілі, щоб переконати поліцію в побитті. У розмовній репліці є фраза «щоб кров із синця вийшла, щоб показати їм». Райх перезаписав фрагмент «виходьте, щоб показати їм» на двох каналах, які спочатку звучать в унісон. Вони швидко вислизають із синхронізації; поступово розбіжність збільшується і перетворюється на реверберацію. Потім два голоси розділяються на чотири, які безперервно повторюються, потім на вісім, і так триває доти, доки слова не стають нерозбірливими, залишаючи слухачеві лише ритмічні та тональні патерни мови.
Melodica (1966) бере ідею фазового зациклення з його попередніх робіт і застосовує її до інструментальної музики. Стів Райх взяв просту мелодію, яку зіграв на мелодиці, а потім записав її. Потім він накладає мелодію на два окремі канали і повільно виводить їх у протифазі, створюючи складну переплетену мелодію. Цей твір дуже схожий на Come Out за ритмічною структурою і є прикладом того, як один ритмічний процес може бути реалізований у різних звуках для створення двох різних музичних творів. Райх був натхненний на написання цього твору сном, який він побачив 22 травня 1966 року, і створив його за один день. Melodica стала останнім твором Райха, написаним виключно для магнітофонної плівки, і він вважає її своїм переходом від магнітофонної музики до інструментальної.
Першою спробою Райха перенести цю техніку фазування з магнітофонного запису на живе виконання стала композиція Piano Phase 1967 року для двох фортепіано. У Piano Phase виконавці повторюють швидку дванадцятинотну мелодійну фігуру, спочатку в унісон. Поки один виконавець тримає темп з робототехнічною точністю, інший трохи прискорює темп, поки дві партії знову не вирівнюються, але з різницею в одну шістнадцяту ноту. Тоді другий виконавець відновлює попередній темп. Цей цикл прискорення, а потім зупинки триває протягом всієї п'єси; цикл проходить повне коло тричі, другий і третій цикли використовують коротші версії початкової фігури. Violin Phase, також написана в 1967 році, побудована на цих же лініях. Прем'єри Piano Phase та Violin Phase відбулися в рамках серії концертів у нью-йоркських мистецьких галереях.
Схожим, але менш відомим прикладом так званої музики процесу є Pendulum Music (1968), що складається зі звуку кількох мікрофонів, які розгойдуються над динаміками, до яких вони прикріплені, створюючи при цьому зворотний зв'язок. Pendulum Music ніколи не був записаний самим Райхом, але був представлений рок-аудиторії групою Sonic Youth наприкінці 1990-х років.
Райх також намагався створити ефект фазування у творі, «який не потребував би жодного інструменту, окрім людського тіла». Він виявив, що ідея фазування не підходить для простих способів створення звуку, над якими він експериментував. Натомість він написав твір Clapping Music (1972), в якому виконавці не фазифікуються один з одним, а натомість один виконавець продовжує один рядок фрази довжиною 12 восьмих нот (12 квінт), а інший зміщується на одну восьму ноти кожні 12 тактів, доки обидва виконавці не зазвучать в унісон 144 такти пізніше.
Прототип 1967 року Slow Motion Sound не був виконаний, хоча Кріс Г'юз виконав його через 27 років під назвою Slow Motion Blackbird на своєму альбомі Shift 1994 року, що вийшов під впливом Райха. Він представив ідею сповільнення записаного звуку до багаторазового збільшення його початкової довжини без зміни висоти або тембру, яку Райх застосував у Four Organs (1970), де йдеться саме про збільшення. У творі маракаси грають швидкий імпульс восьмої ноти, тоді як чотири органи підкреслюють певні восьмі ноти за допомогою 11-го акорду. Таким чином, цей твір має справу з повторенням і тонкими ритмічними змінами. На відміну від типової для Райха циклічної структури, Four Organs є унікальним серед його творів у використанні лінійної структури — зовні схожі Phase Patterns, також для чотирьох органів, але без маракас, є (як випливає з назви) циклічною фазовою п'єсою, подібною до інших творів, написаних у цей період. Four Organs було виконано в рамках програми Бостонського симфонічного оркестру, і це був перший твір Райха, який прозвучав у великому традиційному залі.

### 1970-ті
У 1970 році Райх вирушив у п'ятитижневу подорож до Гани з метою вивчення музики, під час якої він навчався у майстра-барабанщика Гідеона Алорвої. Райх також вивчав балійський гамелан у Сієтлі в 1973 і 1974 роках. Зі свого африканського досвіду, а також з «Досліджень африканської музики» А. М. Джонса про музику народу еве, Райх черпав натхнення для свого 90-хвилинного твору Drumming, який він створив невдовзі після повернення. Написана для ансамблю ударних інструментів з дев'яти осіб, жіночих голосів і піколо, Drumming ознаменувала початок нового етапу в його кар'єрі, адже приблизно в цей час він створив свій ансамбль Steve Reich and Musicians і дедалі більше зосереджувався на композиції та виконанні з ними. Steve Reich and Musicians, який мав стати єдиним ансамблем, що інтерпретуватиме його твори протягом багатьох років, досі продовжує працювати з багатьма його первинними учасниками.
Після Drumming Райх відійшов від техніки «фазового зсуву», яку він започаткував, і почав писати більш складні твори. Він досліджував інші музичні процеси, такі як аугментація (часове подовження фраз і мелодійних фрагментів). Саме в цей період він написав такі твори, як Music for Mallet Instruments, Voices and Organ (1973) та Six Pianos (1973).
У 1974 році Райх почав писати Music for 18 Musicians. Цей твір містив багато нових ідей, хоча й відсилає до попередніх творів. В її основі лежить цикл з одинадцяти акордів, представлених на початку (під назвою «Pulses»), за яким слідує невелика частина музики, заснована на кожному акорді («Sections I—XI»), і, нарешті, повернення до початкового циклу («Pulses»). Це була перша спроба Райха писати для більших ансамблів. Збільшення кількості виконавців дало більше можливостей для психоакустичних ефектів, які захопили Райха, і він зазначив, що хотів би «дослідити цю ідею далі». Райх зауважив, що цей твір містив більше гармонійного руху в перші п'ять хвилин, ніж будь-який інший твір, написаний ним. Steve Reich and Musicians зробили прем'єрний запис цього твору на лейблі ECM Records.
Райх досліджував ці ідеї далі у своїх часто записуваних творах Music for a Large Ensemble (1978) та Octet (1979). У цих двох творах Райх експериментував з «людським диханням як мірою музичної тривалості… акорди, які грають труби, написані так, щоб їх можна було виконувати на одному зручному вдиху». Людські голоси є частиною музичної палітри Music for a Large Ensemble, але безсловесні вокальні партії просто складають частину текстури (як і в Drumming). У Octet та його першому оркестровому творі Variations for Winds, Strings and Keyboards (також 1979) музика Райха демонструє вплив біблійної кантилени, яку він вивчав в Ізраїлі з літа 1977 року. Після цього людський голос, що співає текст, відіграватиме дедалі важливішу роль у музиці Райха.
|  | Техніка ... полягає в тому, що ми беремо вже існуючі мелодійні патерни і нанизуємо їх один на одного, щоб утворити довшу мелодію, яка слугує священному тексту. Якщо ви забираєте текст, вам залишається ідея складання невеликих мотивів у довші мелодії - техніка, з якою я раніше не стикався. |

У 1974 році Райх опублікував книгу Writings About Music, що містить есеї про його філософію, естетику та музичні проєкти, написані між 1963 і 1974 роками. Оновлена і значно об'ємніша збірка, Writings About Music (1965—2000), була опублікована у 2002 році.

### 1980-ті
У 1980-х роках творчість Райха набула більш похмурого характеру з появою історичних тем, а також тем з його єврейської спадщини. Tehillim (1981), псалми на івриті, — перший твір Райха, який відверто вказує на його єврейське походження. Твір складається з чотирьох частин і написаний для ансамблю з чотирьох жіночих голосів (одного високого сопрано, двох ліричних сопрано та одного альта), піколо, флейти, гобоя, англійського ріжка, двох кларнетів, шести перкусій (гра на маленьких налаштованих бубнах без дзвіночків, плескання в долоні, маракаси, маримби, вібрафона та кроталі), двох електронних органів, двох скрипок, альта, віолончелі та контрабаса, а також з підсиленими голосами, струнними та духовими. Написаний на тексти з Псалмів 19:2-5 (19:1-4 у християнських перекладах), 34:13-15 (34:12-14), 18:26-27 (18:25-26) та 150:4-6, Tehillim відрізняється від інших творів Райха своєю формальною структурою; використання текстів довжиною в кілька рядків, а не фрагментів, як у попередніх творах, робить мелодику основним елементом. Використання формального контрапункту та функціональної гармонії також контрастує з вільно структурованими мінімалістичними творами, написаними раніше.
У Different Trains (1988), для струнного квартету та магнітофонної стрічки, Райх використовує записану мову, як і в своїх попередніх роботах, але цього разу як мелодійний, а не ритмічний елемент. У Different Trains Райх порівнює і протиставляє свої дитячі спогади про подорожі потягом між Нью-Йорком і Каліфорнією у 1939—1941 роках з дуже різними потягами, які використовувалися для транспортування сучасних європейських дітей на смерть під час нацистського правління. Запис Different Trains у виконанні Kronos Quartet був удостоєний премії Ґреммі за найкращу класичну сучасну композицію у 1990 році. Річард Тарускін описав цю композицію як «одну з небагатьох адекватних мистецьких відповідей у будь-якому середовищі — на Голокост», і він вважає, що цей твір забезпечив Райху місце серед великих композиторів 20-го століття.

### 1990-ті
У 1993 році Райх співпрацював зі своєю дружиною, відеохудожницею Берил Корот, над оперою The Cave, яка досліджує коріння юдаїзму, християнства та ісламу через слова ізраїльтян, палестинців та американців, які музично повторює ансамбль. Твір для перкусії, голосів та струнних — це музичний документальний фільм, названий на честь Печери патріархів у Хевроні, де зараз стоїть мечеть і де, за переказами, був похований Авраам.
Райх і Корот співпрацювали над оперою Three Tales, яка розповідає про катастрофу «Гінденбурга», випробування ядерної зброї на атолі Бікіні та інші більш сучасні проблеми, зокрема, про вівцю Доллі, клонування та технологічну сингулярність.
Райх використовував техніку семплювання для таких творів, як Three Tales і City Life 1994 року. Він повернувся до написання суто інструментальних творів для концертного залу, починаючи з Triple Quartet 1998 року, написаного для Kronos Quartet, який можна виконувати струнним квартетом і магнітофоном, трьома струнними квартетами або струнним оркестром із 36 інструментів. За словами Райха, на твір вплинули струнні квартети Бартока та Альфреда Шнітке, а також Yo Shakespeare Майкла Гордона.

### 2000-ні
Інструментальна серія для концертного залу продовжилася Dance Patterns (2002), Cello Counterpoint (2003) та численними творами, зосередженими на варіаціях: You Are (Variations) (2004), Variations for Vibes, Piano and Strings (2005) та Daniel Variations (2006). You Are озирається на вокальну творчість Tehillim та The Desert Music, тоді як Daniel Variations, які Райх назвав «набагато темнішими, зовсім не такими, якими я відомий», частково натхненні смертю журналіста Деніела Перла.
У 2002 році Вальтер Фінк запросив Райха на щорічний Komponistenporträt музичного фестивалю в Райнгау, де він став 12-м композитором.
У грудні 2010 року Nonesuch Records та Indaba Music провели конкурс реміксів, на який надійшло понад 250 робіт, а фінал судили Стів Райх та Крістіан Кері. У відповідному інтерв'ю BBC Райх сказав, що, написавши твір, він більше ніколи не змінюватиме його сам; «Що зроблено, те зроблено», — сказав він. З іншого боку, він визнав, що ремікси мають давню традицію, наприклад, відомі релігійні музичні твори, мелодії яких були перероблені в нові пісні.

### 2010-ті
У березні 2011 року Райх вперше представив твір WTC 9/11, написаний для струнного квартету та магнітофонної стрічки (подібний до інструментарію Different Trains). Його виконав Kronos Quartet в Дюкському університеті, Північна Кароліна, США.
5 березня 2013 року Лондонська симфонієта під керівництвом Бреда Лубмана в Королівському фестивальному залі в Лондоні представила світову прем'єру Radio Rewrite для ансамблю з 11 музикантів, натхненного музикою Radiohead. Програма також включала Double Sextet для ансамблю з 12 виконавців, Clapping Music для двох осіб і чотирьох рук за участю самого Райха та перкусіоніста Коліна Каррі, Electric Counterpoint з електрогітарою Матса Бергстрема у супроводі багатошарового саундтреку, а також дві невеликі ансамблеві п'єси Райха, одна для акустичних інструментів, інша — для електроінструментів і магнітофонної стрічки.
Прем'єра Music for Ensemble and Orchestra відбулася 4 листопада 2018 року у виконанні Лос-Анджелеського філармонічного оркестра під керівництвом Сусанни Мялккі в Концертному залі Волта Діснея, що ознаменувало повернення Райха до написання творів для оркестру після більш ніж тридцятирічної перерви.
З 2006 року Райх живе зі своєю дружиною Берил Корот у будинку на півночі штату Нью-Йорк.

## Нагороди
У 2005 році Райх був нагороджений медаллю Едварда Макдауелла.
У жовтні 2006 року Райх був нагороджений музичною премією Praemium Imperiale.
25 січня 2007 року Райх разом із джазовим саксофоністом Сонні Роллінзом став лауреатом Polar Music Prize 2007 року.
20 квітня 2009 року Райх отримав Пулітцерівську премію 2009 року за музику, відзначивши Double Sextet, вперше виконаний у Річмонді 26 березня 2008 року. У рецензії цей твір названо «великим твором, який демонструє здатність спрямувати початковий сплеск енергії у масштабну музичну подію, побудовану з майстерним контролем і постійно інтригує слух».
У травні 2011 року Стів Райх отримав ступінь почесного доктора Музичної Консерваторії Нової Англії.
У 2012 році Стів Райх отримав Золоту медаль у галузі музики Американської академії мистецтв і літератури.
У 2013 році Райх отримав премію BBVA Foundation Frontiers of Knowledge Awards в галузі сучасної музики у розмірі 400 000 доларів США за нову концепцію музики, засновану на використанні реалістичних елементів зі сфери повсякденного життя та інших, запозичених з традиційної музики Африки та Азії.
У вересні 2014 року Райх був нагороджений «Leone d'Oro» («Золотим левом за життєві досягнення в музиці») на Венеційській бієнале.
У березні 2016 року Райх отримав ступінь почесного доктора Королівського музичного коледжу в Лондоні.

## Вплив
Американський композитор і критик Кайл Ганн сказав, що Райх «може … вважатися, за загальним визнанням, найвидатнішим з нині живих композиторів Америки». Стиль композиції Райха вплинув на багатьох інших композиторів та музичні гурти, включаючи Джона Адамса, прогресивний рок-гурт King Crimson, гітариста нью-ейдж Майкла Хеджеса, арт-поп та електронного музиканта Браяна Іно, експериментальний арт-музичний гурт The Residents, електронний гурт Underworld, композиторів, пов'язаних з фестивалем Bang on a Can (включаючи Девіда Ленга, Майкла Гордона та Джулію Вулф), а також численні інді-рок музикантів, включаючи авторів пісень Суф'яна Стівенса та Метью Хілі з гурту The 1975, та інструментальні ансамблі Tortoise, The Mercury Program, та Godspeed You! Black Emperor (які назвали невидану пісню «Steve Reich»).
Джон Адамс сказав: «Він не стільки винайшов велосипед, скільки показав нам новий спосіб їздити». Він також вплинув на художників, таких як Брюс Науман, і багато відомих хореографів, які ставили танці на його музику, зокрема Еліот Фелд, Їржі Киліан, Дуглас Лі та Джером Роббінс; він висловлював особливе захоплення роботами Анни Терези де Кеерсмакер, поставленими на його твори.
Включивши семпл Electric Counterpoint (1987) Райха у трек «Little Fluffy Clouds» 1990 року, британський ембієнт-техно гурт The Orb відкрив його музику новому поколінню слухачів. 1999 року альбом Reich Remixed містив ремікси на ряд творів Райха від різних продюсерів електронної танцювальної музики, таких як DJ Spooky, Kurtis Mantronik, Ken Ishii, Coldcut та інших.
Cello Counterpoint Райха (2003) став натхненням для серії замовлень для віолончелі соло з попередньо записаними віолончелями, виконаних Ешлі Батгейт у 2017 році, включаючи нові твори Емілі Кулі та Алекса Вайзера.
Райх часто згадує Перотіна, Баха, Дебюссі, Бартока та Стравинського як композиторів, якими він захоплюється і які сильно вплинули на нього в молодості. Джаз відіграє важливу роль у формуванні музичного стилю Райха, і двома з перших впливів на його творчість були вокалісти Елла Фіцджеральд та Альфред Деллер, чий акцент на художніх можливостях голосу з невеликою кількістю вібрацій та інших змін став натхненням для його ранніх робіт. Стиль Джона Колтрейна, який Райх описав як «гру великої кількості нот під дуже мало гармоній», також мав вплив; особливий інтерес викликав альбом Africa/Brass, який «був в основному півгодини в тональності Мі». Вплив джазу на Райха включає в себе його коріння, а також західноафриканську музику, яку він вивчав під час своїх читань та візиту до Гани. Інші важливі впливи — Кенні Кларк і Майлз Девіс, а також друзі-художники, такі як Сол Левітт і Річард Серра. Райх також заявляв, що захоплюється музикою гурту Radiohead, що призвело до створення його композиції Radio Rewrite.

## Роботи

### Композиції
- Pitch Charts (1963)
- Саундтрек для Plastic Haircut (1963)
- Music for two or more pianos (1964)
- Livelihood (1964)
- It's Gonna Rain (1965)
- Саундтрек для Oh Dem Watermelons (1965)
- Come Out (1966)
- Melodica (1966)
- Reed Phase (1966)
- Piano Phase (1967)
- Slow Motion Sound (1967)
- Violin Phase (1967)
- My Name Is (1967)
- Pendulum Music (1968)
- Pulse Music (1969)
- Four Log Drums (1969)
- Four Organs (1970)
- Phase Patterns (1970)
- Drumming (1970/1971)
- Clapping Music (1972)
- Music for Pieces of Wood (1973)
- Six Pianos (1973)
- Music for Mallet Instruments, Voices and Organ (1973)
- Music for 18 Musicians (1974–76)
- Music for a Large Ensemble (1978)
- Octet (1979)
- Variations for Winds, Strings and Keyboards (1979)
- Tehillim (1981)
- Vermont Counterpoint (1982)
- The Desert Music (1983)
- Sextet (1984)
- New York Counterpoint (1985)
- Three Movements (1986)
- Electric Counterpoint (1987)
- The Four Sections (1987)
- Different Trains (1988)
- The Cave (1993)
- Duet (1993)
- Nagoya Marimbas (1994)
- City Life (1995)
- Proverb (1995)
- Triple Quartet (1998)
- Know What Is Above You (1999)
- Three Tales (1998—2002)
- Dance Patterns (2002)
- Cello Counterpoint (2003)
- You Are (Variations) (2004)
- For Strings (with Winds and Brass) (1987/2004)
- Variations for Vibes, Pianos, and Strings (2005)
- Daniel Variations (2006)
- Double Sextet (2007)
- 2×5(2008)
- Mallet Quartet (2009)
- WTC 9/11 (2010)
- Finishing the Hat (2011)
- Radio Rewrite (2012)
- Quartet (2013)
- Pulse (2015)
- Runner (2016)
- For Bob (2017)
- Music for Ensemble and Orchestra (2018)
- Reich/Richter'' (2019)
- Traveler's Prayer (2020)

### Фільмографія
- Phase to Face, документальний фільм про Стіва Райха від Еріка Дармона та Франка Малле (EuroArts, 2011)

### Книги
- Райх, Стів (1974). Writings About Music. Галіфакс: Nova Scotia College of Art and Design. ISBN 0-8147-7358-3.
- Райх, Стів (2002). Writings on Music, 1965–2000. Оксфорд: Oxford University Press. ISBN 0-19-511171-0.
- Райх, Стів (2022). Conversations. Нью-Йорк: Hanover Square Press. ISBN 9781335425720.